# Bassin minier de Provence

Localisation du gisement sur la carte des bassins houillers français.

Le bassin minier de Provence correspond à un territoire exploité pour son gisement de lignite pendant près de trois siècles (industriellement depuis le début du XIXe siècle). Le gisement est situé dans les Bouches-du-Rhône en région PACA dans le Sud-Est de la France, principalement autour de Gardanne entre Aix-en-Provence et Marseille. L'exploitation minière a cessé totalement le 31 janvier 2003.

## Localisation

L'étendue du gisement dans le département.

Le bassin de Provence est situé dans le département des Bouches-du-Rhône, en région Provence-Alpes-Côte d'Azur dans le Sud-Est de la France, non loin de la mer Méditerranée.
Le territoire, d'une superficie totale de près de 400 km2, est limité au nord par la Sainte-Victoire et les collines de La Fare-les-Oliviers, au sud par la chaîne de l'Estaque et celle de l'Étoile, à l'est par le col de Saint-Maximin-la-Sainte-Baume et se prolonge à l'ouest jusque sous l'étang de Berre.
Les gisements houillers les plus proches sont le bassin houiller des Cévennes au nord-ouest et celui du Reyran à l'est.

## Géologie
Le charbon s'est formé au Crétacé supérieur et tertiaire. Ce gisement a produit plus de 80 millions de tonnes de charbon. 
Les ressources qui comportent du lignite noir (charbons sub-bitumineux) et des matières intermédiaires entre houille et lignite sont supérieures à 50 millions de tonnes.

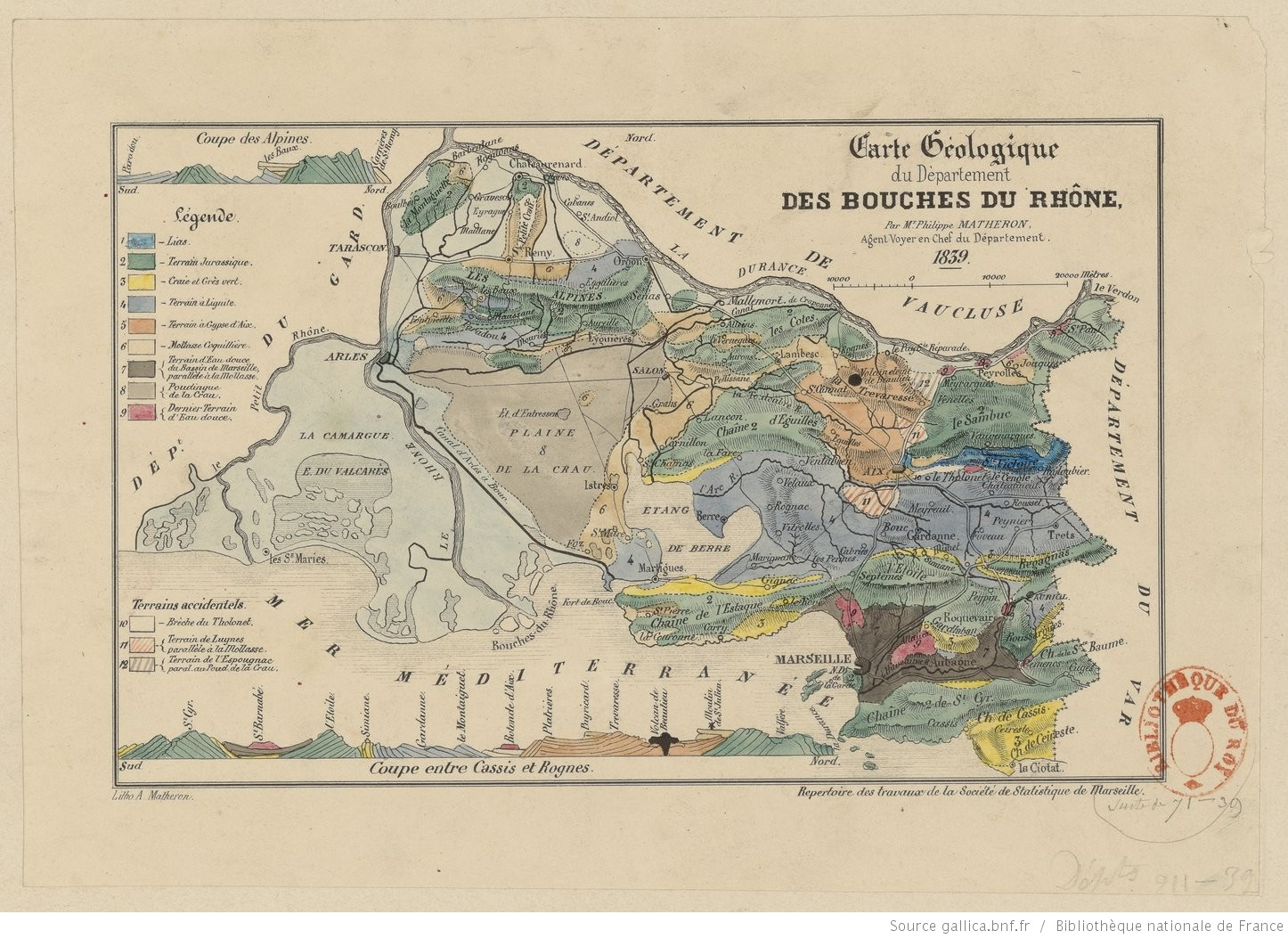
Carte géologique du département des Bouches-du-Rhône.
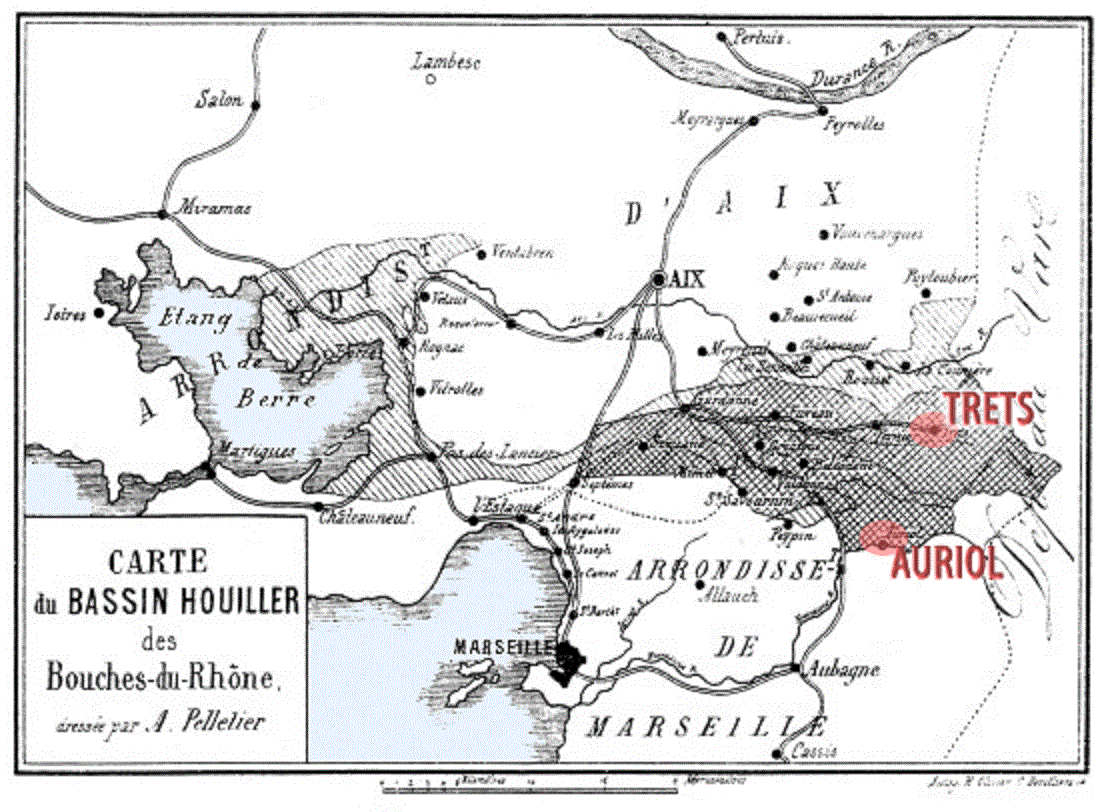
Carte du bassin houiller.

## Histoire

### Période artisanale
Il est difficile de dater précisément et avec certitude le début de l'exploitation de lignite dans le bassin. Les premières traces d'intérêt pour les mines, et plus particulièrement pour les mines de « charbon de pierre », apparaissent au milieu du XVe siècle avec une autorisation de prospection dans le « bassin de Fuveau » en octobre 1443 (Saint-Savournin). L'une des plus anciennes mentions d'exploitation de lignite date du 30 mars 1584 à Saint-Zacharie (Var). À cette époque l'extraction est faite de manière anarchique, les procédés sont rudimentaires et les conditions de travail archaïques. Avec une extraction limitée aux affleurements visibles et ce malgré les avantages que les propriétaires avaient pour mettre en place une exploitation, la production reste insignifiante pendant près de deux siècles.

### Période industrielle
Les mines s'industrialisent au début du XIXe siècle avec le creusement de puits verticaux et l'amélioration des techniques pour la remontée. Le premier puits vertical, d'une profondeur de 70 mètres, est foncé en 1820. Mais il faut attendre la fin des années 1830 et l'augmentation de l'installation de machines à vapeur, qui servent à pomper les eaux souterraines et remonter le lignite, pour voir prendre forme l'industrialisation du bassin. 35 charbonnages sont ainsi foncés de 1839 à 1945 et sont accompagnés de descenderies (galeries légèrement inclinées). Malgré ces premiers signes de développement au début des années 1840, l'envahissement des chantiers par les eaux reste un problème majeur. Cet obstacle renforce l'idée de la mise en place d'une galerie en liaison avec la mer Méditerranée. Plusieurs possibilités sont étudiées et après plusieurs projets présentés la Société Anonyme de Charbonnages des Bouches-du-Rhône reçoit, le 21 mars 1889, la notification du décret d'utilité publique pour les travaux de la galerie de la Mer.

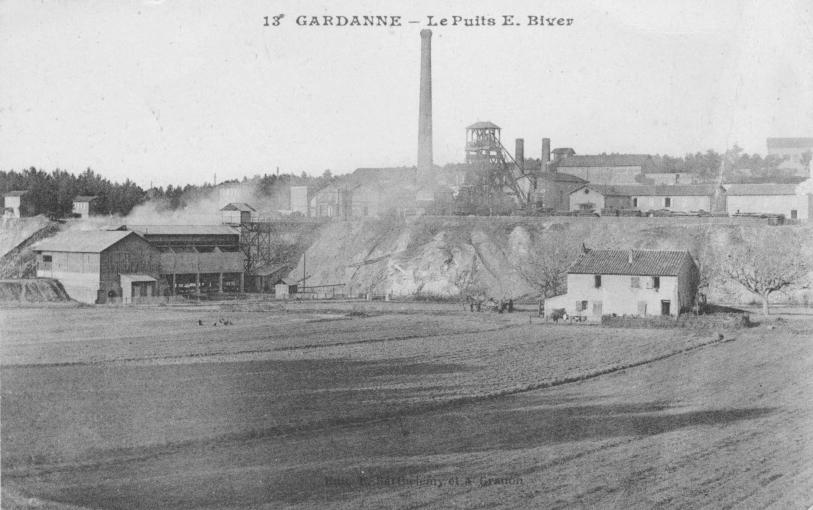
Le puits E. Biver (Gardanne).
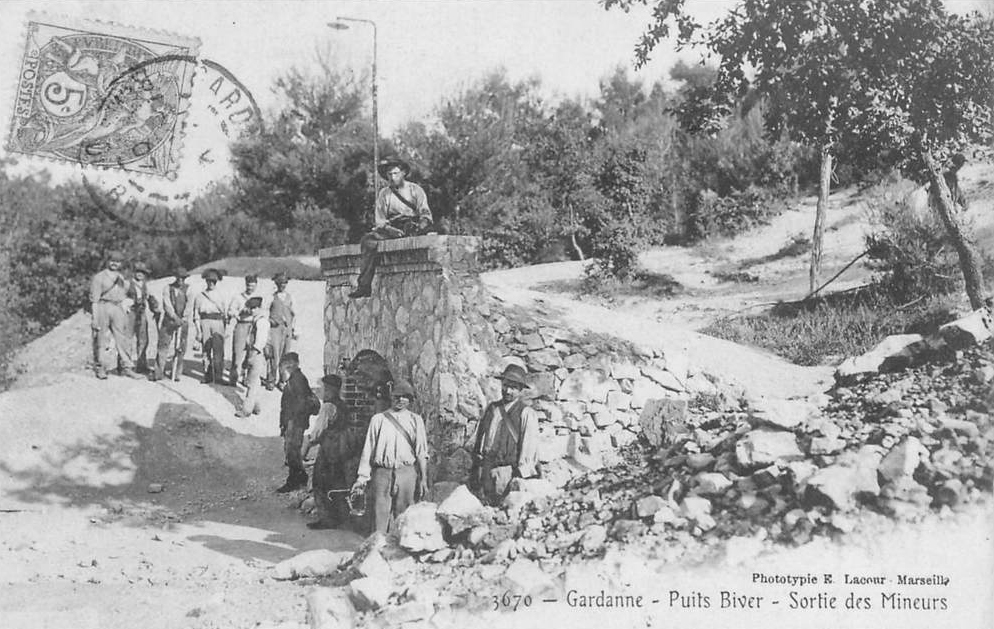
Une galerie reliée au puits Biver.
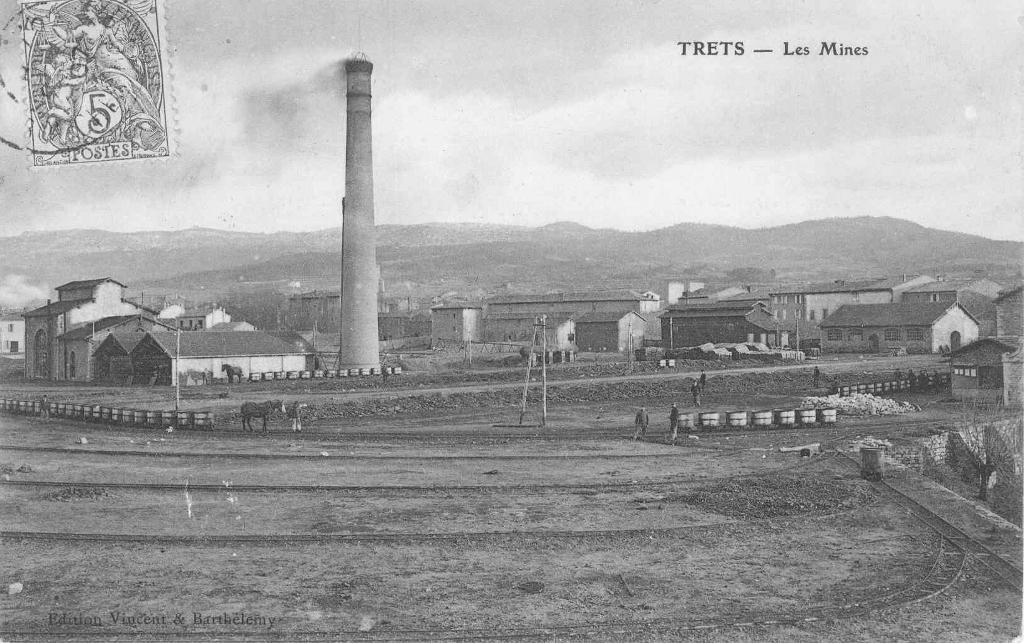
Un puits de Trets.
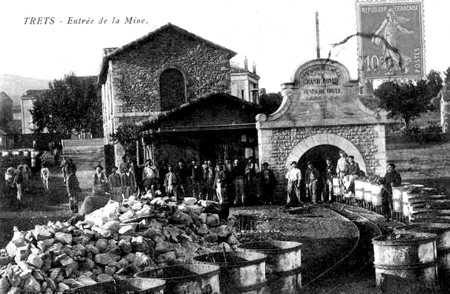
Une galerie de mine de Trets.
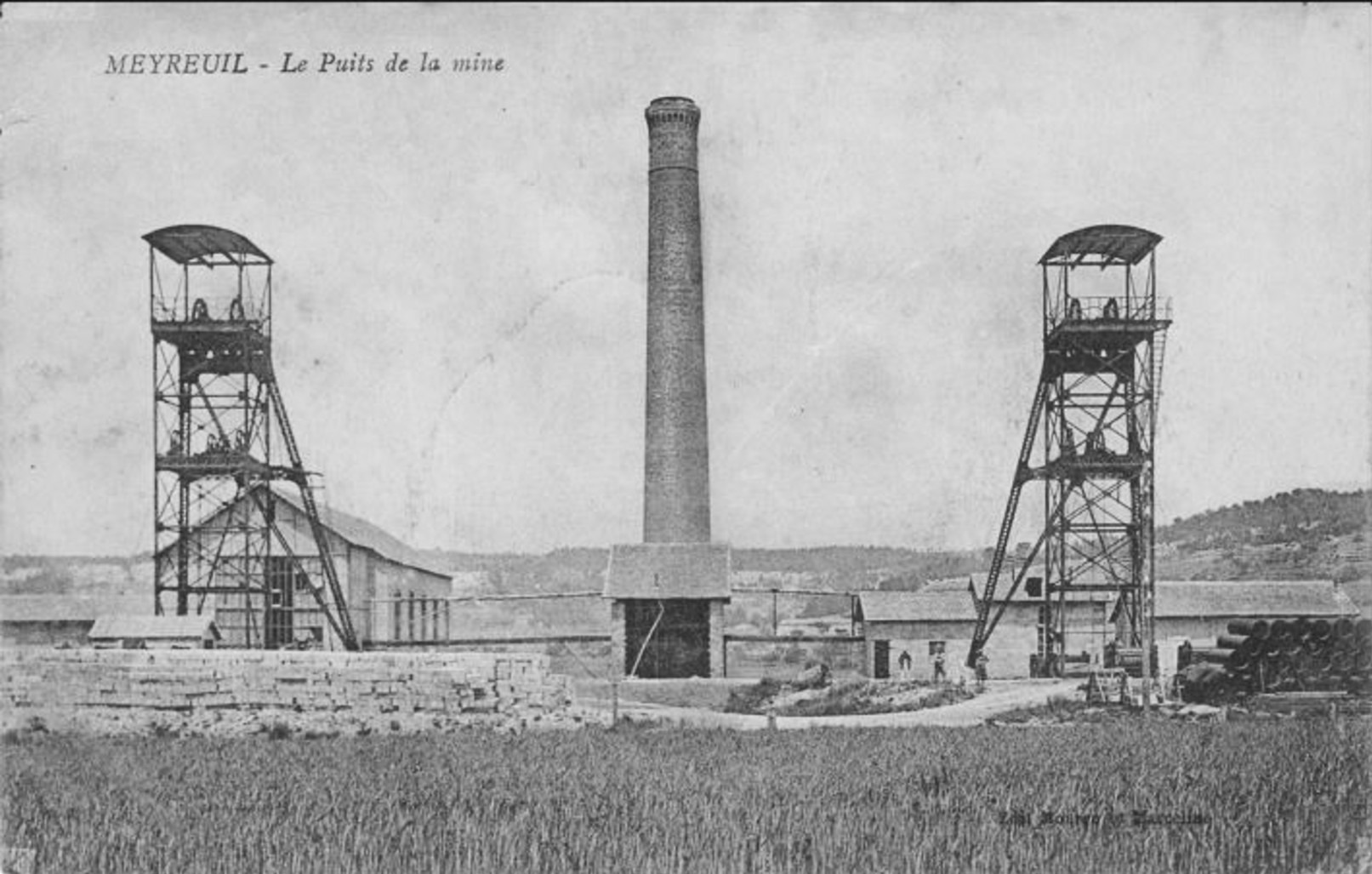
Un puits de Meyreuil.

L'activité est relancée dans les années 1980 avec le creusement du puits Yvon Morandat d'un diamètre de 10 mètres et d'une profondeur de 1 109 mètres et le puits Z qui atteint 879 mètres de fond. Le charbon est utilisé par la centrale de Gardanne. 
L'exploitation minière a cessé totalement le 31 janvier 2003 au puits Yvon Morandat.

## Vestiges
La plupart des installations sont démantelées lors de l'après-mine, mais l'exploitation minière a laissé plusieurs vestiges au début du XXIe siècle tels que des terrils, des entrées de mines, les chevalements des  puits Yvon Morandat, Z, Hély d'Oissel et Gérard ainsi que des ruines et des entrées de mines sécurisées datées du XIXe siècle ainsi que des bâtiments industriels. Des monuments rendent hommage au passé minier.

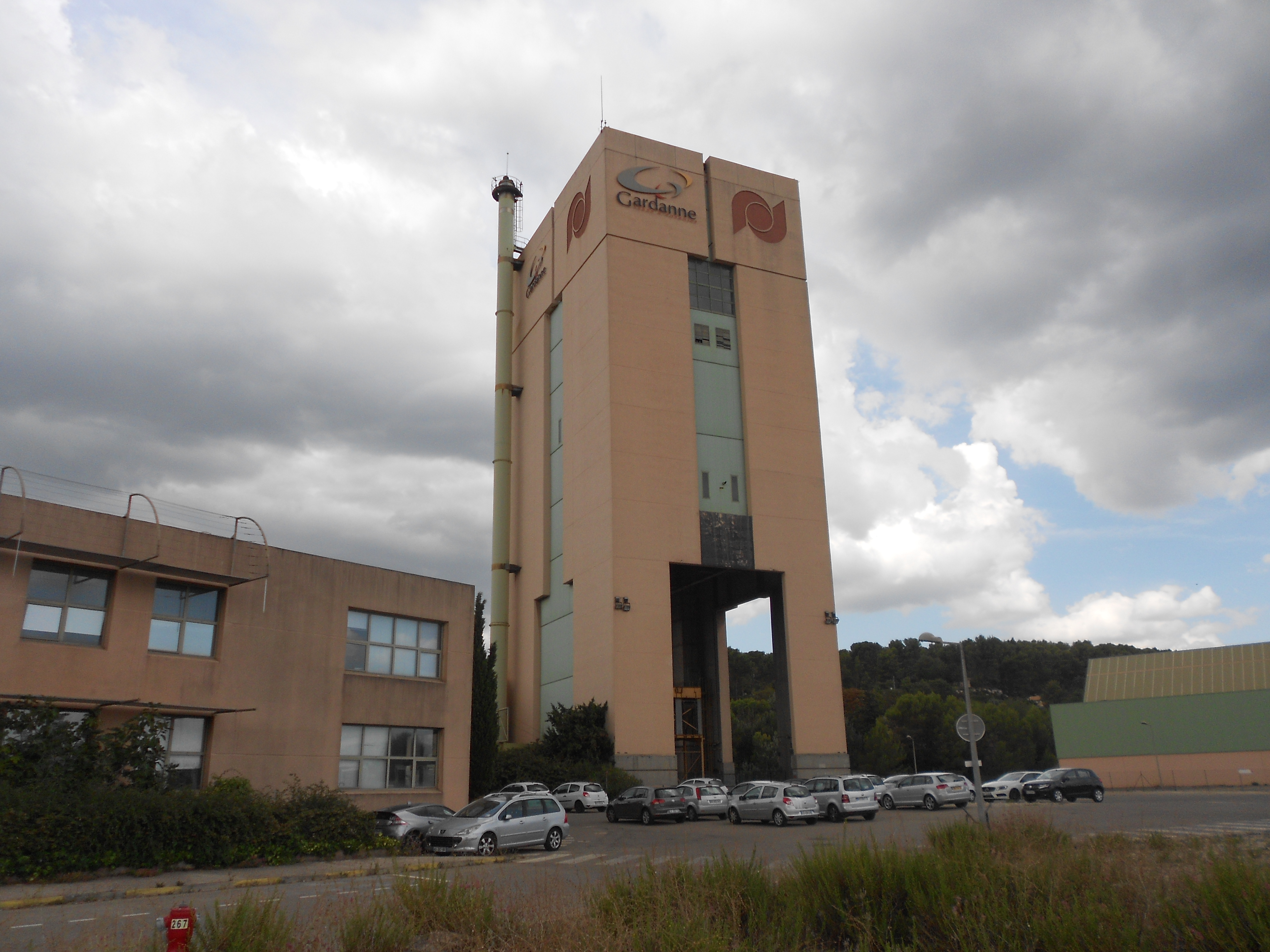
La tour d'extraction du puits Yvon Morandat.
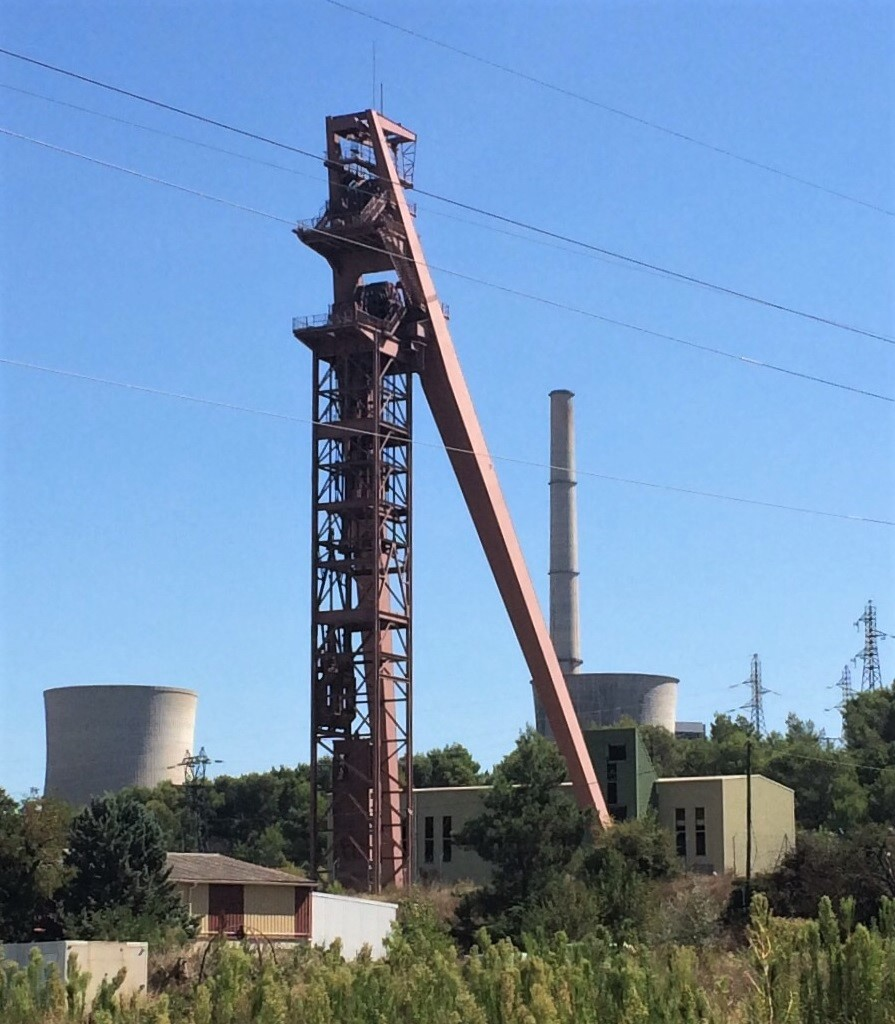
Le chevalement du puits Z.
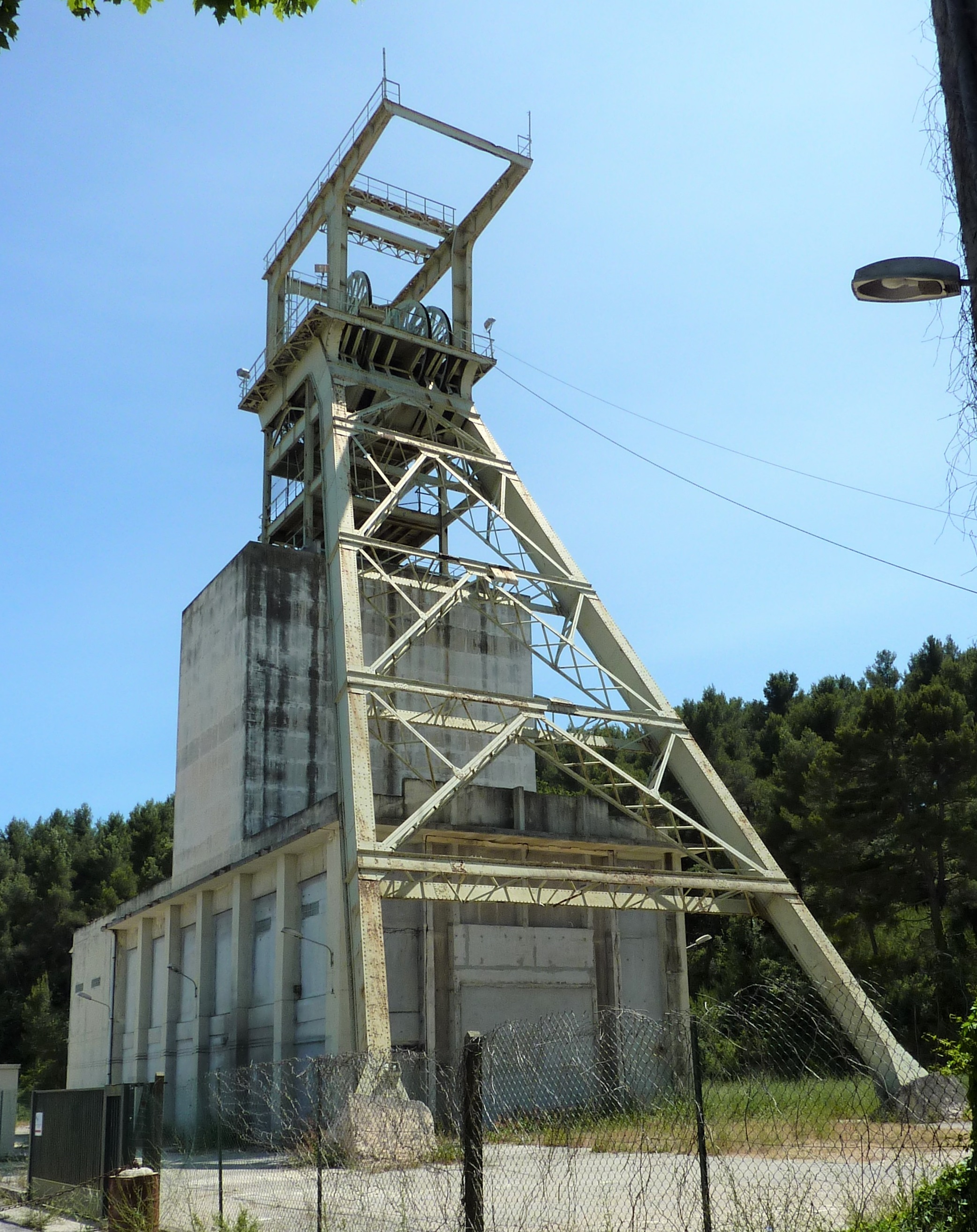
Le chevalement du puits Gérard.
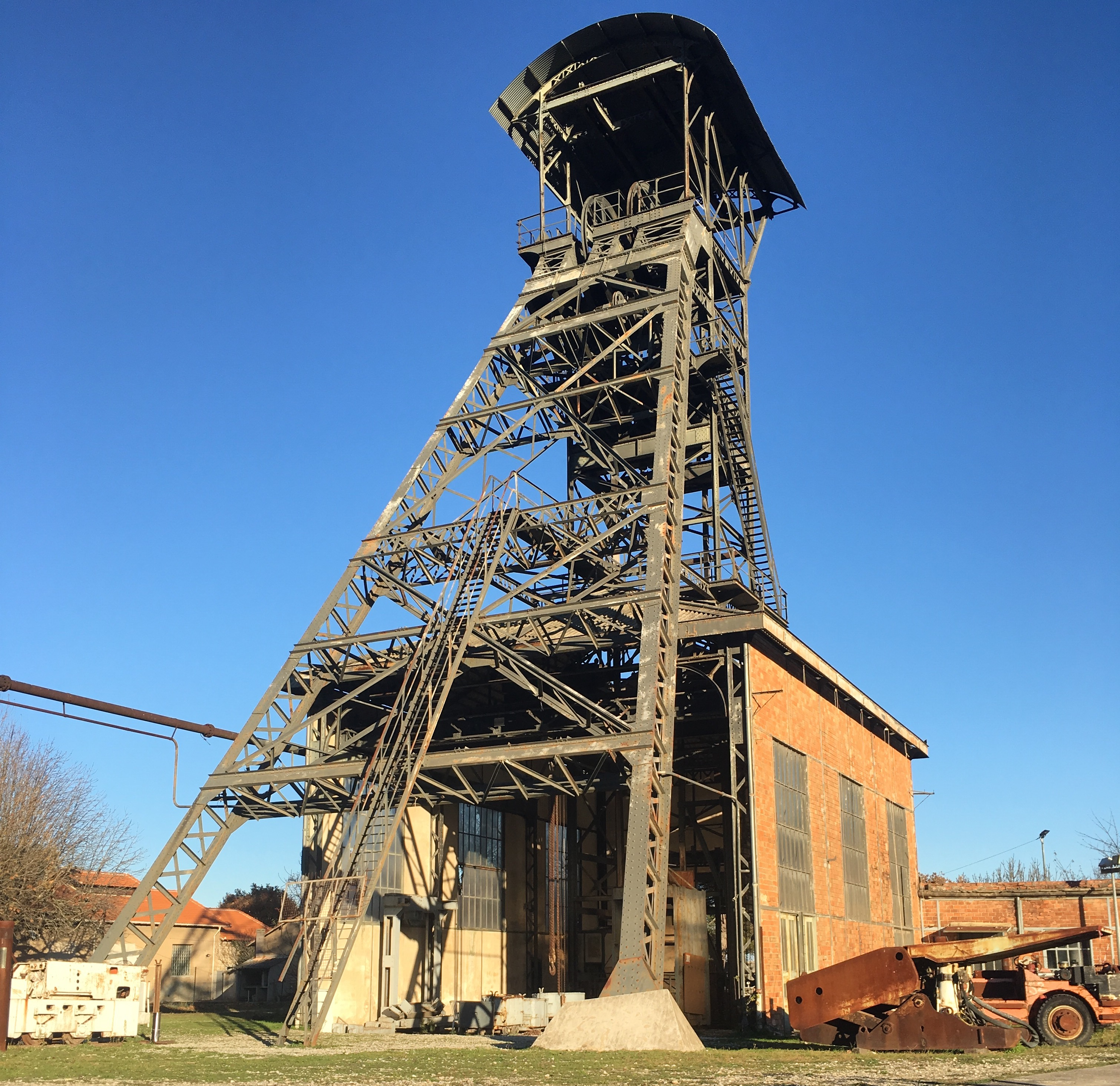
Le chevalement du puits Hély d'Oissel.
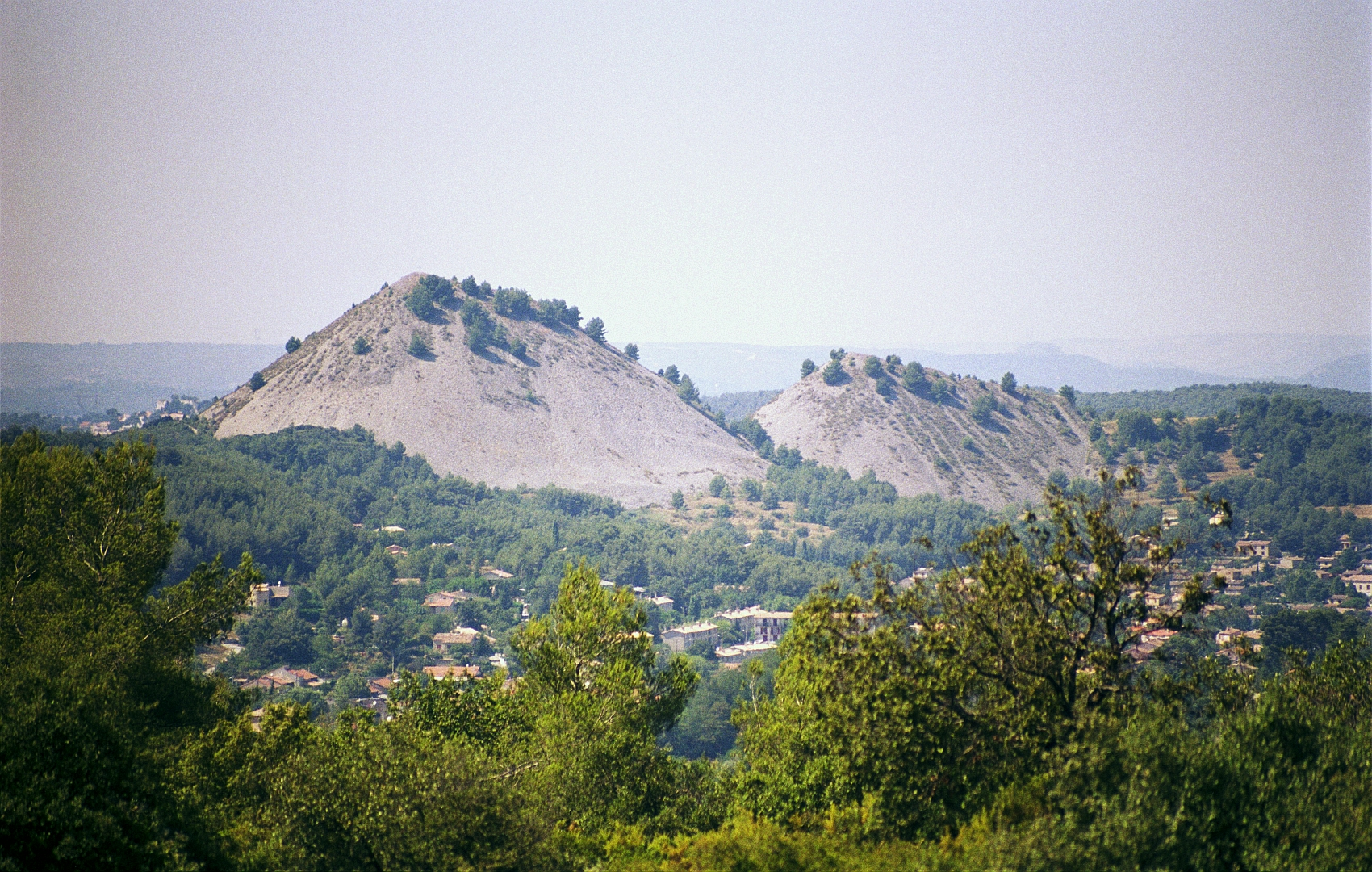
Les deux terrils du hameau de Biver.
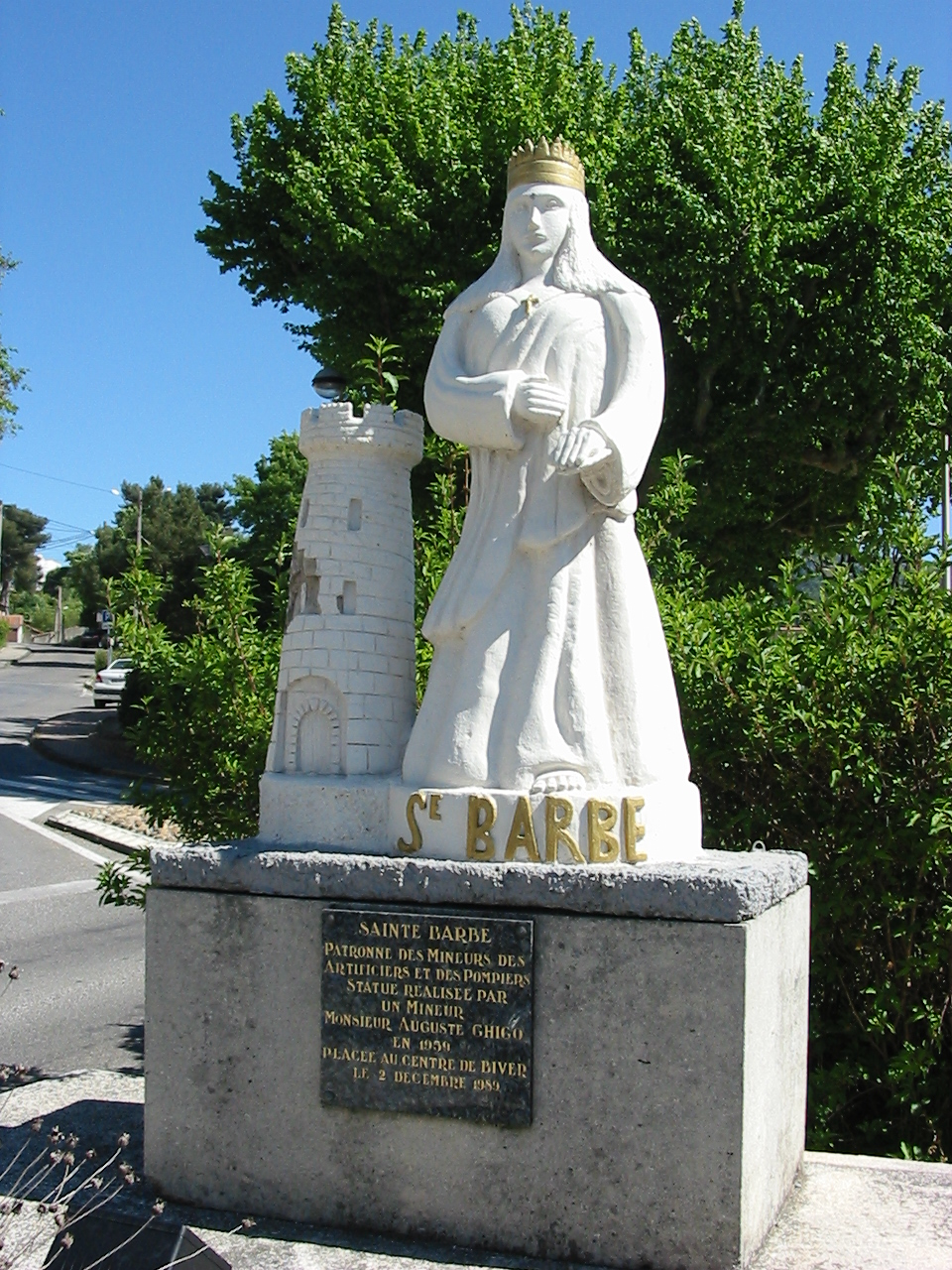
Une statue de sainte Barbe à Biver.